# Kabinett Reinert I
Als Kabinett Reinert I bezeichnet man die saarländische Landesregierung unter Ministerpräsident Egon Reinert (CDU) vom 4. Juni 1957 bis zum 26. Februar 1959.
Nachdem der Ministerpräsident Hubert Ney wegen Streitigkeiten innerhalb der Regierungskoalition zurückgetreten war, wählte der Landtag des Saarlandes in dessen dritter Legislaturperiode den bisherigen Justizminister Egon Reinert als Nachfolger. Er führte die Heimatbundregierung als Schwarz-rot-gelbe Koalition aus CDU, SPD und DPS weiter.

## Minister
| Amt | Name                                      | Partei | Partei |
| --- | ----------------------------------------- | ------ | ------ |
| Ministerpräsident | Egon Reinert                              |        | CDU    |
| Minister des Inneren | Julius von Lautz                          |        | CDU    |
| Minister der Justiz | Hubert Ney                                |        | CDU    |
| Minister für Finanzen und Forsten | Manfred Schäfer                           |        | CDU    |
| Minister für Kultus, Unterricht und Volksbildung                                                                                     | Franz-Josef Röder                         |        | CDU    |
| Minister für Arbeit und Wohlfahrt ab 1. April 1958: Minister für Arbeit und Sozialwesen                                              | Kurt Conrad (bis 8. Februar 1958)         |        | SPD    |
| Minister für Arbeit und Wohlfahrt ab 1. April 1958: Minister für Arbeit und Sozialwesen                                              | Hermann Trittelvitz (ab 14. Februar 1958) |        | SPD    |
| Minister für Wirtschaft, Verkehr, Ernährung und Landwirtschaft ab 1. April 1958: Minister für Wirtschaft, Verkehr und Landwirtschaft | Heinrich Schneider                        |        | DPS    |
| Minister für öffentliche Arbeiten und Wiederaufbau ab 1. April 1958: Minister für öffentliche Arbeiten und Wohnungsbau               | Erich Schwertner                          |        | DPS    |